# گرگ بیر
 گرگ بیر (انگلیسی: Greg Bear؛ زادهٔ ۲۰ اوت ۱۹۵۱) یک نویسنده اهل ایالات متحده آمریکا است.